# Sentimettal
«Sentimettal»  es una canción interpretada por la banda mexicana de glam rock Moderatto, que fue lanzada para su tercer álbum titulado ¡Grrrr! Fue lanzado por Sony BMG como el primer sencillo oficial del álbum en 2007. La canción fue coescrita por María Daniela Azpiazu, Emilio Acevedo, Jay de la Cueva y Aureo Baqueiro.

## Vídeoclip
Fue filmado en el año 2006 y se muestra a los integrantes de la banda en un colegio cantando enfrente de varios estudiantes y ellos igual hasta que el final una estudiante reacciona después de lo ocurrido ya que fue parte de su imaginación.

## Lista de canciones

### Promo CD[7]
| Sentimettal — Single |               |          |  |
| N.º                  | Título        | Duración |  |
| 1.                   | «Sentimettal» | 3:33     |  |

## Conteos
| Año  | Lista                              | Posición |
| ---- | ---------------------------------- | -------- |
| 2005 | Los 100 + Pedidos del 2005 (Norte) | 23       |
| 2008 | 15 Años, 150 Videos (Norte)        | 48       |
| 2010 | 10 Años, 100 Videos (Norte)        | 20       |